# Thylacoleo carnifex

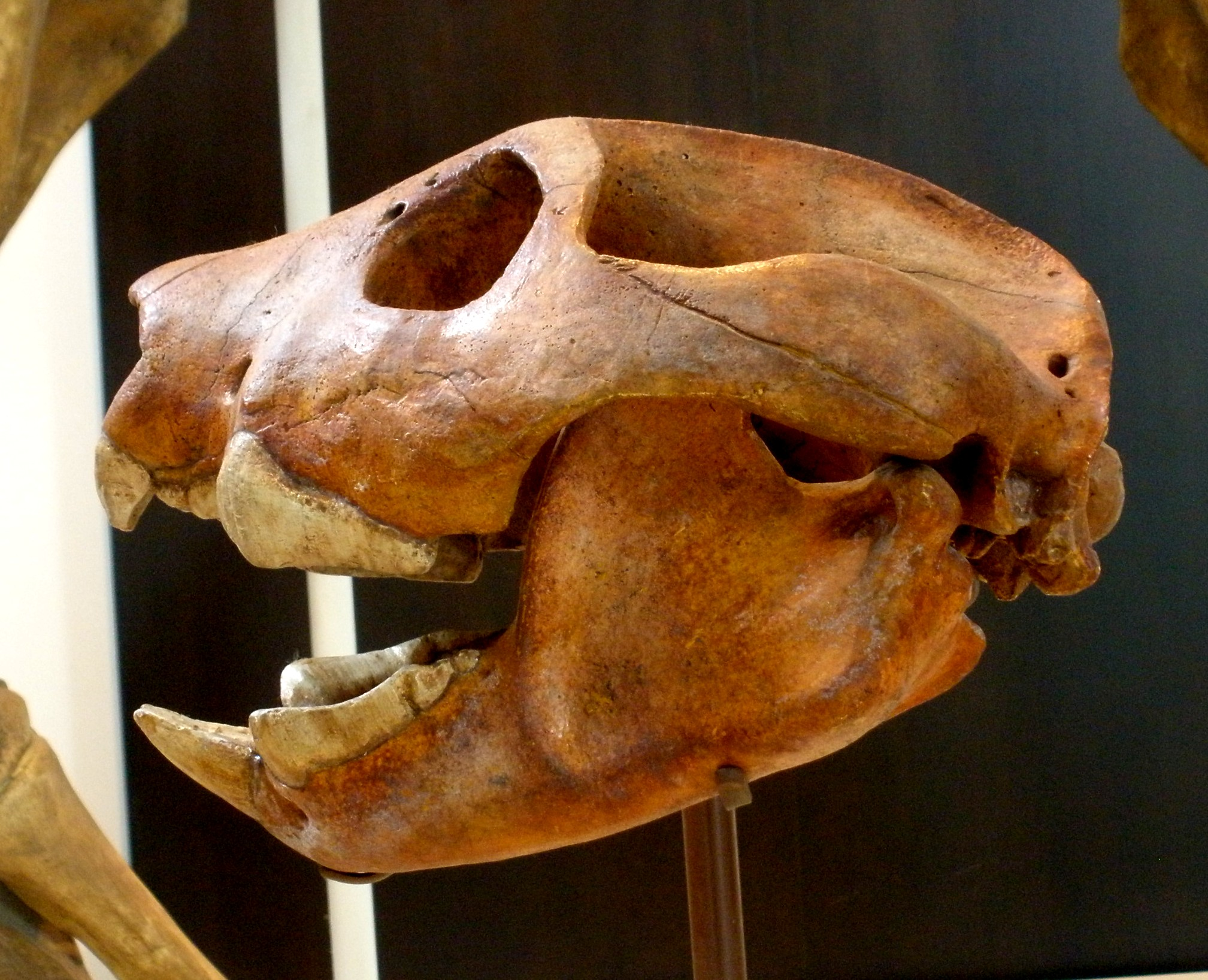
Schädel

Thylacoleo carnifex (auch „Beutellöwe“ genannt) ist eine ausgestorbene Beuteltierart aus der Ordnung der Diprotodontia. Er war das bekannteste und größte Tier der Familie der Beutellöwen (Thylacoleonidae), die seit dem späten Oligozän fossil belegt ist. Thylacoleo carnifex erschien vor rund 1,8 Millionen Jahren im Pleistozän und starb erst vor etwa 45.000 Jahren aus.

## Beschreibung
Dieses Tier erreichte eine Länge von rund 1,5 m und ein Körpergewicht von mehr als 110 kg; einzelne Schädelfunde lassen aber auf Einzeltiere von deutlich mehr als 150 kg schließen. Thylacoleo carnifex war ein überaus kräftig gebautes Raubtier mit einer ausgeprägten Muskulatur, weshalb er trotz seiner eher kurzen Körperlänge ein sehr hohes Gewicht erreichte. Besonders die Vorderbeine und Schultern waren kräftig ausgebildet und die dicken Knochen gaben kräftigen Muskeln Halt. Etwa in der Mitte des Humerus (Oberarmknochen) saß ein regelrechter Höcker, an dem sehr starke Muskeln ansetzten. Sie erlaubten dem Tier, sich mit seinen Daumenklauen selbst an großen und wehrhaften Beutetieren festzuhalten. Eines seiner auffälligsten Merkmale war der abspreizbare Daumen der Vorderpfote, der wohl zum Festhalten der Beute diente. Mit den langen Schneidezähnen der Unterkiefer wurde die Beute wahrscheinlich regelrecht erdolcht und mit den zu gewaltigen Schneidescheren ausgeformten Backenzähnen zerteilt. Thylacoleo carnifex hatte von allen bekannten Säugetieren die gewaltigsten Reißzähne. Selbst bei den ebenfalls auf Großtiere spezialisierten Großkatzen, wie Löwen und Tigern oder auch den verschiedenen ausgestorbenen Säbelzahnkatzen, waren diese Zähne nicht so stark ausgeprägt. Überdies verfügte Thylacoleo über eine sehr hohe Beißkraft, möglicherweise stärker als bei allen anderen bekannten Raubsäugern. Allerdings war sein Schädel in dieser Hinsicht vollkommen anders gebaut als bei den plazentalen Säugern oder den meisten räuberischen Beuteltieren wie etwa Beutelteufel oder Beutelmarder. Denn anstatt des sonst stark entwickelten, an den Schläfen entspringenden Musculus temporalis, hatten diese Tiere einen gewaltigen Musculus masseter, der am Oberkiefer seinen Ursprung hat. Eine derartige Ausformung findet man eigentlich eher bei Pflanzenfressern, doch dass Thylacoleoniden Fleischfresser waren, steht außer Frage. Ursächlich ist die Evolution der Thylacoleoniden, denn tatsächlich waren diese hochspezialisierten Fleischfresser Nachfahren von pflanzenfressenden Beuteltieren, die Koalas ähnlich waren. Erst vor entwicklungsgeschichtlich kurzer Zeit fingen diese Tiere an, sich von Pflanzenfressern zu Allesfressern und schließlich zu hochspezialisierten Fleischfressern zu entwickeln. Einige frühe Formen waren nur so groß wie Katzen und scheinen eher Insekten und kleine Wirbeltiere gefressen zu haben, während die jüngste und größte Art, Thylacoleo carnifex, anscheinend sogar die nashorngroßen Diprotodonten jagte, wie Bissspuren an den Knochen dieser gewaltigen Beuteltiere zeigen. Ein CNN-Bericht aus 2020, der am 29. Juli 2024 upgedated wurde, hält die Spezies für den möglichen Ursprung der australischen, humoristischen Drop-Bear-Legende.

## Lebensweise

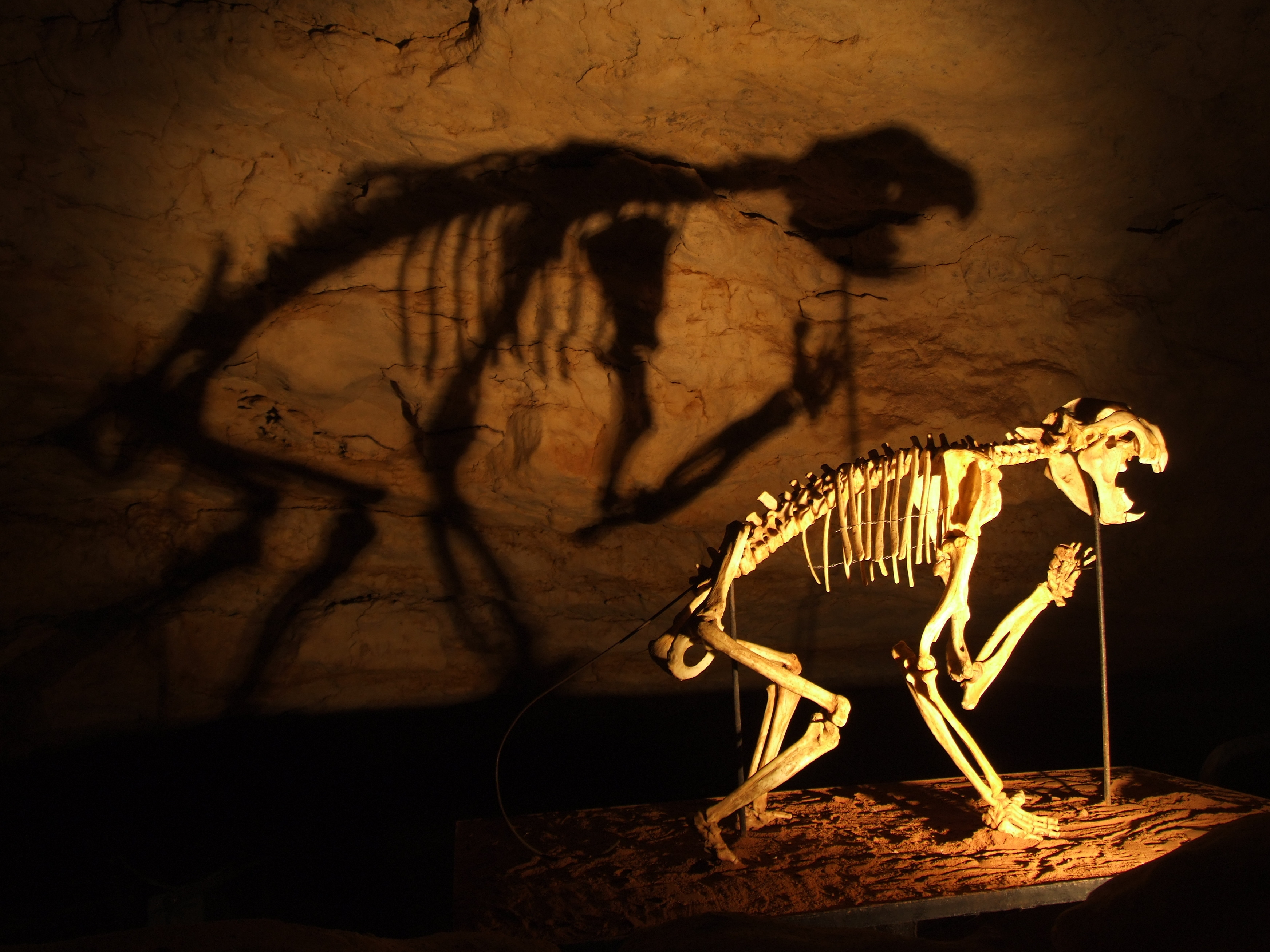
Skelett-Rekonstruktion im Naracoorte Caves National Park

Die Ernährung von Thylacoleo carnifex war lange umstritten. Während alle anderen Tiere der Ordnung der Diprotodontia Pflanzen- oder Allesfresser sind, deuten die Zähne des Beutellöwen an, dass er sich von Fleisch ernährte. Sein Erstbeschreiber, der Paläontologe Richard Owen, bezeichnete ihn 1859 als „eines der wildesten Raubtiere überhaupt“. Andere Forscher meinten, er habe sich von Aas oder gar, weil Diprotodontia keine Fleischfresser sind, von Pflanzen ernährt. Jüngere Untersuchungen des Schädels und des Kiefers haben gezeigt, dass er eindeutig ein Fleischfresser war, vielleicht einer der bestangepassten des ganzen Säugetierreiches.

## Extinktionszeitraum und Mensch
Die ersten Ureinwohner Australiens (Aborigines) trafen möglicherweise noch auf diese Tiere, aber diese Diskussion wird seit den 1980ern kontrovers in der Wissenschaft geführt, ebenso wie die Gründe für die Aussterbewelle der australischen Megafauna und ob Homo sapiens dabei eine Rolle spielte.
Eine Felszeichnung in Kimberley, Westaustralien, wurde als Abbildung eines Thylacoleo carnifex interpretiert. Das würde bedeuten, dass Menschen, die vor mehr als 45.000 Jahren (andere Angaben: mehr als 60.000 bzw. 65.000 Jahre) Sahul (die Bezeichnung des Schelfgebietes von Australien und Neuguinea) besiedelten, mit Thylacoleo carnifex zusammentrafen, der vor etwa 45.000 Jahren ausstarb. Dem widersprechen andere Interpretationen.